# یوکینوری موراماتسو
یوکینوری موراماتسو (ژاپنی: 村松 幸典؛ زادهٔ ۱۳ ژوئن ۱۹۶۹) یک بازیکن فوتبال اهل ژاپن است.
از باشگاه‌هایی که در آن بازی کرده‌است می‌توان به باشگاه فوتبال اوراوا رد دیاموندز اشاره کرد.